# Platicercins
La tribu Platycercini (dins la subfamília Psittacinae) que altres autors consideren una subfamília diferent, la dels platicercins (Platycercinae), són al voltant de 35 – 40 espècies de lloros habitants de l'àrea australasiana, des d'Austràlia fins Nova Zelanda, Nova Caledònia i altres illes properes.
L'opinió actual sembla començar a inclinar-se per la postura de tractar el grup com una subfamília, ja que les seqüències d'ADN mitocondrial fan pensar que aquests lloros formen un llinatge separat de la resta des d'una època tan antiga com les cacatues. A més altres gèneres com Polytelis (i possiblement també Alisterus i Aprosmictus) podria pertànyer també a aquest grup.
Si el grup és tractat com una subfamília, els últims gèneres: Neopsephotus/ Neophema (i possiblement també Psephotus i gèneres pròxims), i Melopsittacus i Pezoporus deurien formar una tribu que els diferenciés de la resta, la tribu Neophemini. Aquest grup sembla formar una clade diferent.

## Taxonomia
S'han descrit 13 gèneres amb 34 espècies.
- Tribu Platycercini. 			
  - Psephotus, amb una espècie, cotorra de carpó roig (Psephotus haematonotus).
  - Northiella, amb una espècie, cotorra carablava (Northiella haematogaster).
  - Psephotellus, amb 4	espècies. Una extinta.
  - Purpureicephalus, amb una espècie, cotorra de capell vermell (Purpureicephalus spurius).
  - Platycercus, amb 6 espècies.
  - Barnardius, amb una	espècie, lloro de collar groc (Barnardius zonarius).
  - Lathamus, amb una espècie, periquito migrador (Lathamus discolor).
  - Prosopeia, amb tres espècies.
  - Eunymphicus, amb dues espècies.
  - Cyanoramphus, amb 5 espècies. Dues extintes.
- Tribu Pezoporini.			
  - Pezoporus, amb dues espècies.
  - Neopsephotus, amb una espècie, periquito de Bourke (Neopsephotus bourkii).
  - Neophema, amb 6 espècies.